# Limina
Limina é uma comuna italiana da região da Sicília, província de Messina, com cerca de 1.006 habitantes. Estende-se por uma área de 9 km², tendo uma densidade populacional de 112 hab/km². Faz fronteira com Antillo, Casalvecchio Siculo, Forza d'Agrò, Mongiuffi Melia, Roccafiorita.

## Demografia
| Variação demográfica do município entre 1861 e 2011                               |
|                                                                                   |
| Fonte: Istituto Nazionale di Statistica (ISTAT) - Elaboração gráfica da Wikipedia |